# Maria Schrader
Maria Schrader (n. el 27 de septiembre de 1965) es una actriz, guionista y directora de cine alemana. Dirigió la premiada película de 2007 Liebesleben, basada en una novela de Zeruya Shalev. También actuó en la exitosa serie de televisión alemana Deutschland 83 (2015) y su secuela, Deutschland 86 (2018).

## Carrera profesional
María Schrader nació en Hannover y estudió en el Seminario Max Reinhardt en Viena. Schrader formó parte del jurado en el Festival Internacional de Cine de Berlín en 2000.
Es especialmente conocida por la película Aimée y Jaguar, así como por la aclamada Liebesleben ("Love life"), en la que escribió, actuó y produjo. Ella también ha escrito otras películas: RobbyKallePaul, Stille Nacht y Meschugge. Codirigió I was on Mars con Dani Levy, con quien salió hasta 1999.
Schrader hizo el papel de la tía de Martin Rauch en Deutschland 83 (2015), una serie de televisión de 8 episodios, que fue la primera serie de televisión en idioma alemán que se emitió en la televisión estadounidense. También se hizo popular en el Reino Unido, transmitiéndose a principios de 2016 en Channel 4.
Dirigió la exitosa miniserie germano-estadounidense de Netflix ''Unorthodox'', basada en la autobiografía de Deborah Feldman. Estrenada el 26 de marzo de 2020, la producción narra la historia de Esty (Shira Haas), una joven judía ultraortodoxa de Brooklyn que huye a Berlín empujada por la opresión de la comunidad en la que se ha criado.